# Davey Richards
Wesley David "Davey" Richards (Othello, 1 de março de 1983) é um lutador de wrestling profissional estadunidense, mais conhecido por atuar na Total Nonstop Action Wrestling (TNA) e Ring of Honor (ROH). Ele também luta por diversas promoções independentes, incluindo a Pro Wrestling Guerrilla (PWG) e a Squared Circle Wrestling (2CW).
Além de seu trabalho nos Estados Unidos, Richards é reconhecido internacionalmente, mais notavelmente pelo seu trabalho na Pro Wrestling NOAH, fruto do envolvimento da ROH com a Global Professional Wrestling Alliance, uma aliança global de cooperação que faz com que os competidores viajem ao redor do mundo para lutar por outras empresas; e pela New Japan Pro Wrestling, onde ele foi por duas vezes IWGP Junior Heavyweight Tag Team Champion.
Richards é um campeão mundial por quatro vezes, conquistando o ROH World Championship e o PWG World Championship uma vez cada, e o Full Impact Pro (FIP) World Heavyweight Championship duas; e por cinco vezes campeão mundial de duplas, tendo conquistado o PWG World Tag Team Championship três vezes (duas com Super Dragon e uma com Roderick Strong), bem como conquistou o ROH Tag Team Championship duas (com Rocky Romero e Eddie Edwards respectivamente). Richards e Romero também são ex-IWGP Junior Heavyweight Tag Team Champions. Richards foi o vencedor de vários torneios, com destaque para o  East Coast Wrestling Association's (ECWA) Super 8 Tournament de 2006 e o Battle of Los Angeles da PWG no mesmo ano. Sua luta contra Michael Elgin em um evento da ROH em 2012 recebeu a classificação de cinco estrelas.

## Vida pessoal
Richards casou-se com Jennifer, mais conhecida como lutadora pelo nome no ringue Christie Summers, em 2008. Jennifer é uma competidora de fisiculturismo em sua categoria. O casal se separou em 2010, quando Richards anunciou publicamente o fim do relacionamento.
Em uma entrevista de junho de 2010, Richards revelou que seus planos eram de sair do mundo de wrestling no final do ano para poder se concentrar em outras áreas de sua vida. No entanto, ele não levou os planos adiante, tendo o principal motivo ter sido o fato de ser Campeão Mundial da ROH. Richards é um paramédico treinado e está em aulas para se tornar um bombeiro. Ele também conseguiu uma faixa preta em jiu-jitsu brasileiro.

## In wrestling
- Movimentos de finalização
  - 14:59 (Keylock)[13][14]
  - Cloverleaf[15][16]
  - Crucifix armbar[6]

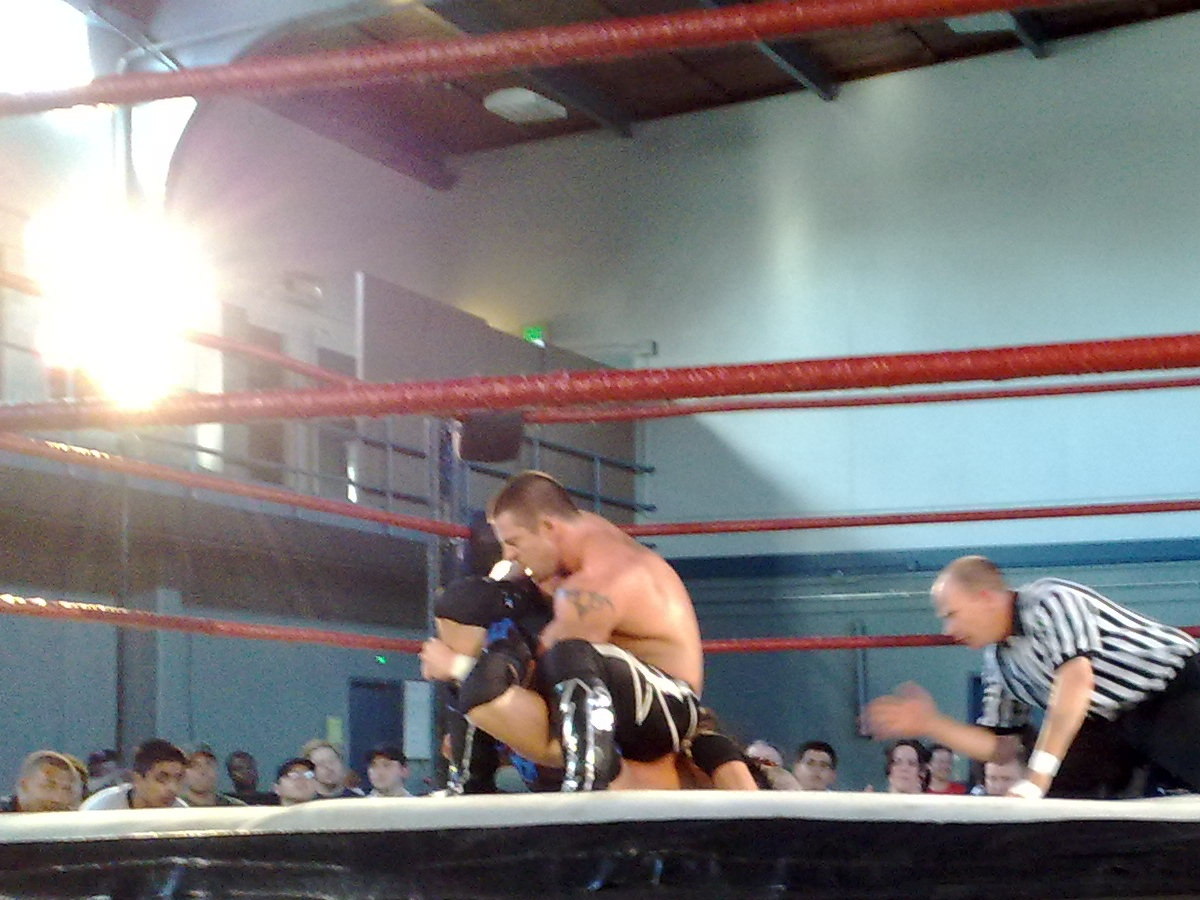
Richards aplicando o cloverleaf em Austin Aries.

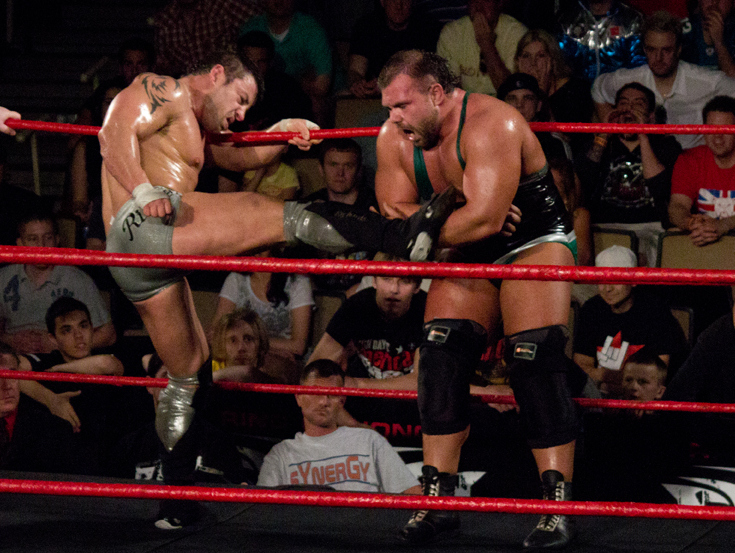
Richards acertando Michael Elgin com um shoot kick.

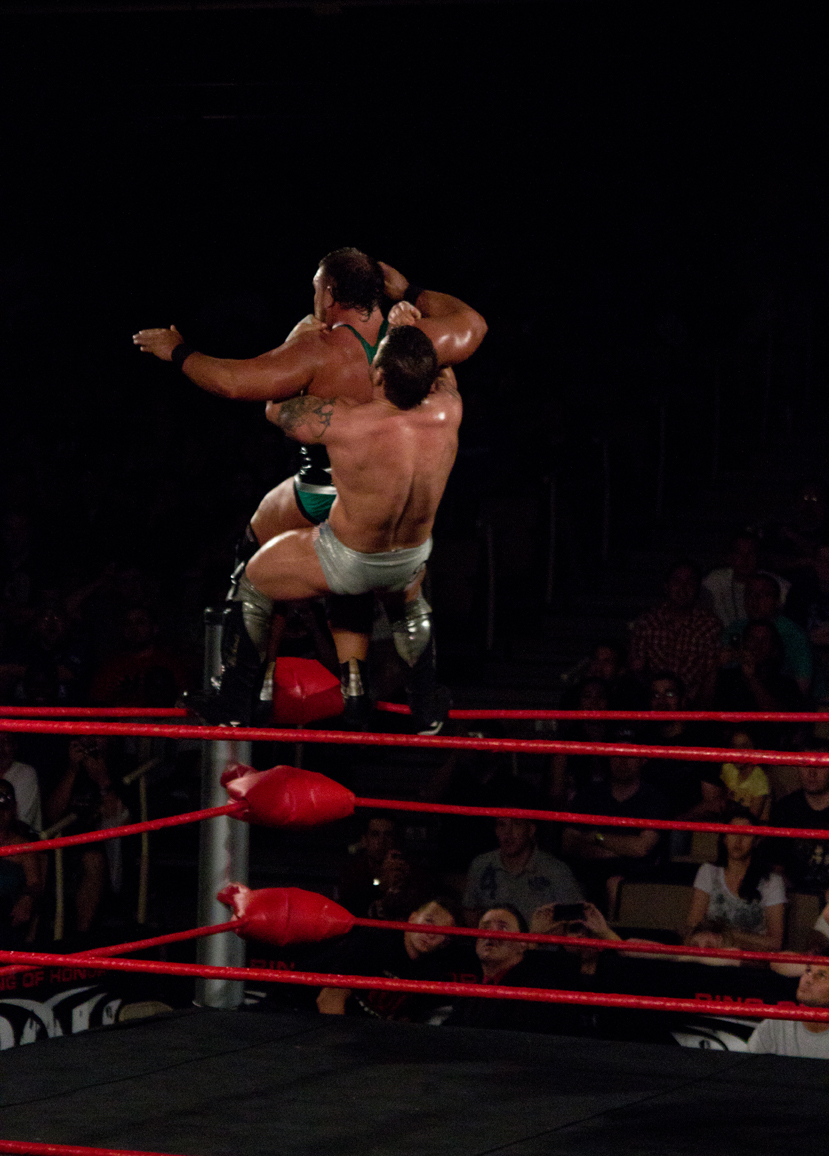
Richards aplicando um Dragon Superplex em Michael Elgin.

  - DR Driver / Tiger Driver '98 (Double underhook piledriver, algumas vezes da segunda corda)[1][3][17][18]
  - DR Driver II (Double underhook brainbuster)[1][17]
  - Folding powerbomb[19][20] – NJPW
  - Kimura com neckscissors[8]
  - Sharpshooter[21][22]
  - Shooting star press[1][17]
- Movimentos secundários
  - Alarm Clock / Go 2 Sleep II / Hammer of the Gods (Pop up lifting kick na barriga do adversário)[1][8][23][24]
  - Ankle lock[1]
  - Backbreaker[1]
  - Body slam[1]
  - Diving leg drop[1]
  - Double knee backbreaker[1]
  - Fireman's carry gutbuster[1]
  - Horse Collar (Over the shoulder single leg Boston crab)[1][8]
  - Múltiplas variações de chutes
    - Damage Reflex (Handspring Enzuigiri)[1][25]
    - Multiple shoot, algumas vezes no oponente de pé[1]
    - Springboard drop[1]

  - Múltiplas variações de Suplex
    - German[1][25]
    - Saito[1]
    - Snap[1][25]
    - Tiger[1]

  - Running elbow smash em um oponente no córner[1]
  - Running powerslam[1]
  - Running sitout powerbomb[1]
  - Snap DDT[1]
  - STO[1]
  - Suicide dive[1]
- Com Eddie Edwards
  - Movimentos de finalização
    - Elevated cutter[26]
    - Superkick (Edwards) combinado com um German suplex (Richards)[27]

  - Movimentos secundários
    - Pop-up (Edwards) em um Lifting kick to the opponent's midsection (Richards)[28]
    - Powerbomb (Edwards) / Double knee backbreaker (Richards) combination[29]
- Com Rocky Romero
  - Movimentos de finalização
    - Contract Killer (Inverted Death Valley driver (Richards) / Springboard diving knee drop (Romero))[30][31] – NJPW
- Com Super Dragon
  - Movimentos de finalização
    - Powerbomb (Dragon) / Double knee backbreaker (Richards)[32]
    - Spike DR Driver II (Spike double underhook brainbuster)[33]

  - Movimentos secundários
    - Richards segurando o oponente em um straight jacket em cima de seus joelhos, enquanto Dragon aplica um diving double foot stomp no estômago do oponente[32]
    - Simultâneos double foot stomp (Dragon) / Shooting Star Press (Richards)[32]
- Alcunhas
  - "The Lone Wolf"[34]
  - "The American Wolf"[35]
- Managers
  - Dave Prazak[1]
  - Mr. Milo Beasley[1]
  - Larry Sweeney[1]
  - Shane Hagadorn[36]
  - Sara Del Rey[36]

## Títulos e prêmios
- AWA Washington

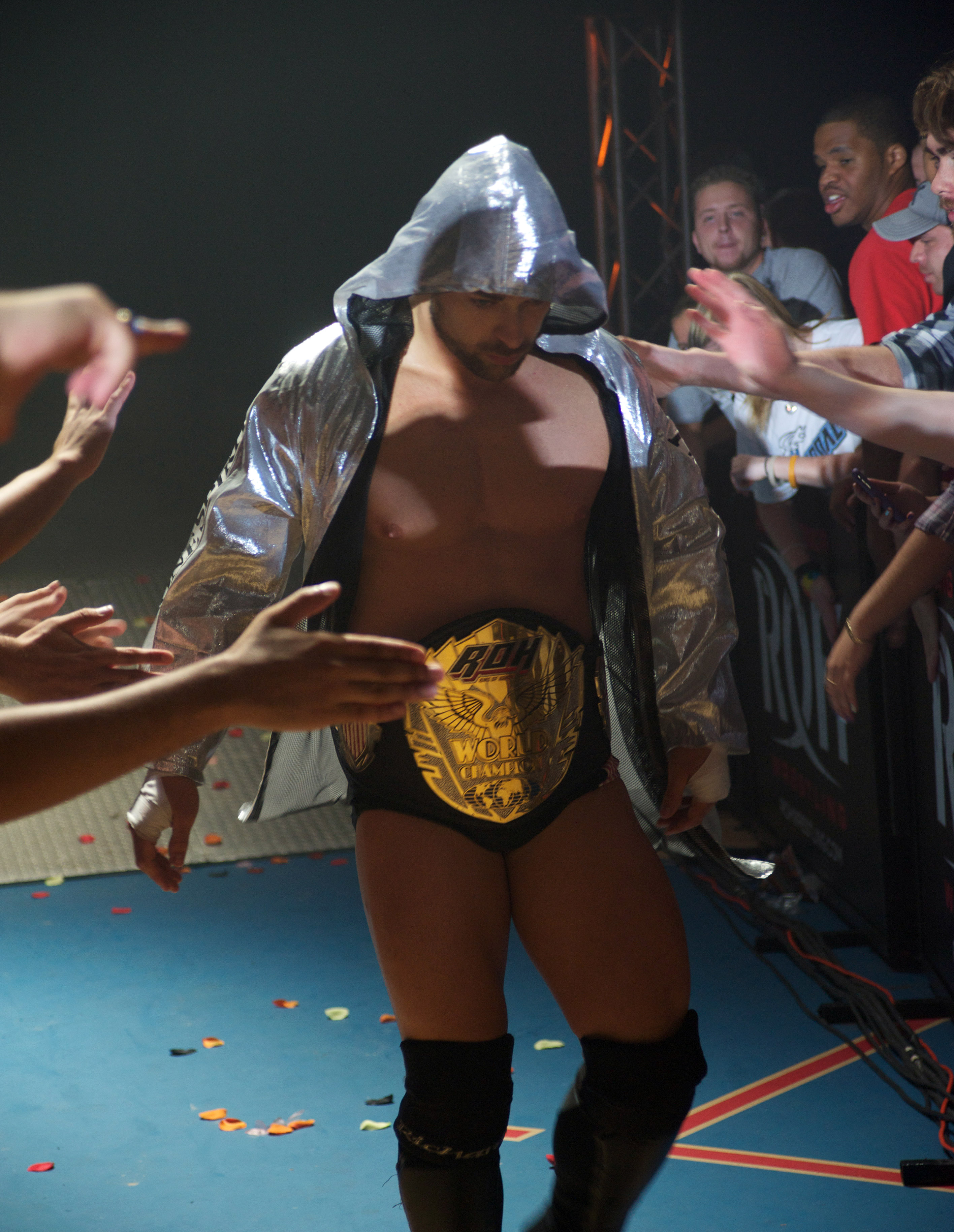
Richards como ROH World Champion em agosto de 2011.

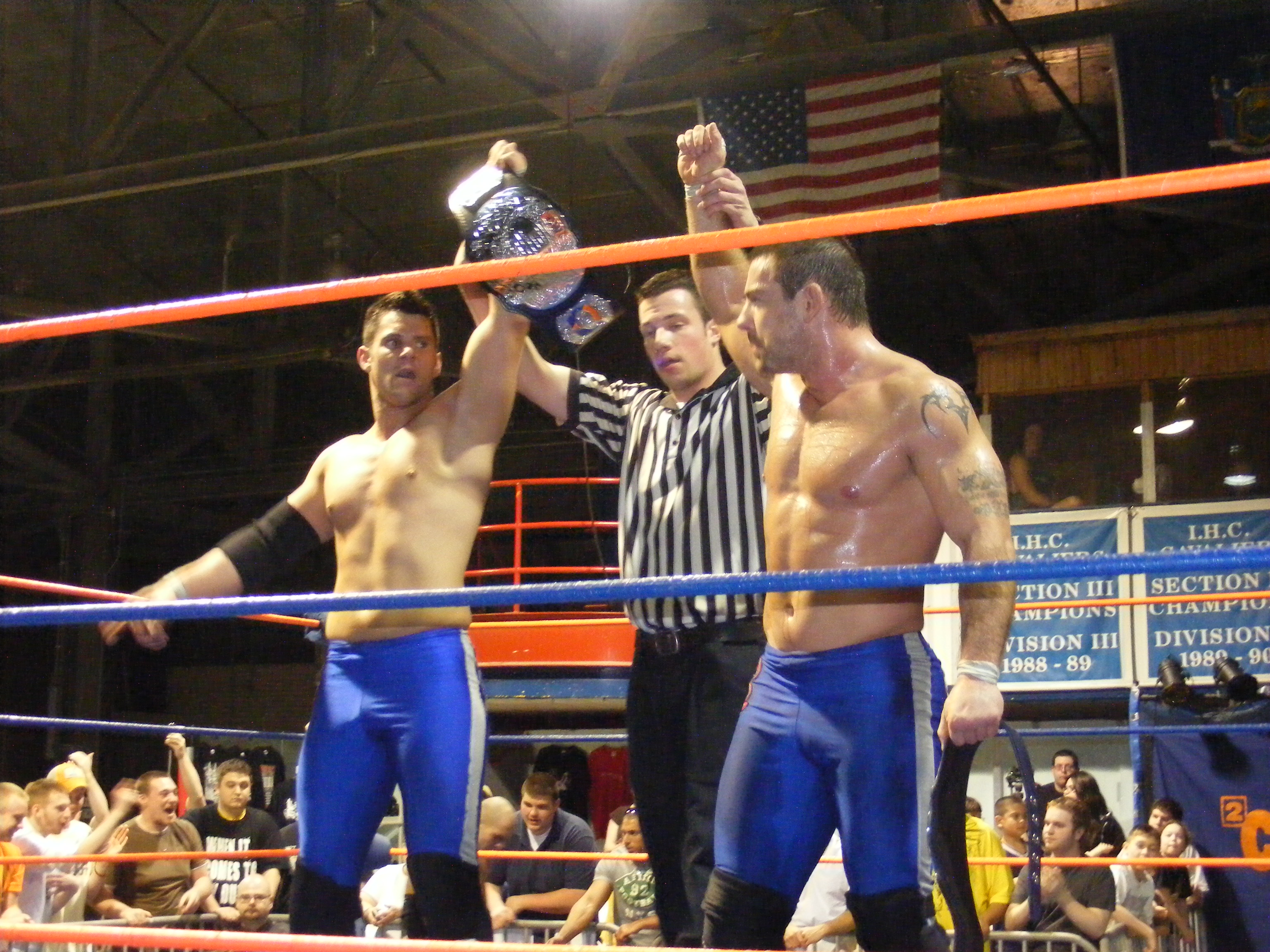
Richards (à direita) com Eddie Edwards após conquistar o 2CW Tag Team Championship em abril de 2010.

  - AWA Washington Tag Team Championship (1 vez) – com Tony Kozina[1]
- East Coast Wrestling Association
  - Super 8 Tournament (2006)[37]
- Full Impact Pro
  - FIP World Heavyweight Championship (2 vezes)[38]
- Futureshock Wrestling
  - Futureshock Championship (1 vez, atual)[39]
- New Japan Pro Wrestling
  - IWGP Junior Heavyweight Tag Team Championship (2 vezes) – com Rocky Romero[30][40]
- Pro Wrestling Prestige
  - PWP Tag Team Championship (1 vez)- com Kyle O'Reilly
- Pro Wrestling Guerrilla
  - PWG World Championship (1 vez)[41]
  - PWG World Tag Team Championship (3 vez) – com Super Dragon (2) e Roderick Strong (1)[42]
  - Battle of Los Angeles (2006)[43]
- Pro Wrestling Illustrated
  - PWI o colocou como 7° na lista dos 500 melhores lutadores de 2012[44]
- Ring of Honor
  - ROH World Championship (1 vez)[45]
  - ROH World Tag Team Championship (2 vezes) – com Rocky Romero (1) e Eddie Edwards[46]
- SoCal Uncensored
  - Luta do Ano (2006) com Super Dragon vs. Roderick Strong e Jack Evans, em 4 de março na Pro Wrestling Guerrilla[47]
- Squared Circle Wrestling
  - 2CW Tag Team Championship (1 vez) – com Eddie Edwards[48]
- Total Nonstop Action Wrestling
  - TNA World Tag Team Championship (5 vezes; atual)[49] – com Eddie Edwards
- Wrestling Observer Newsletter
  - 5 Star Match (2012) vs. Michael Elgin em 31 de março[9]
  - Lutador Mais Marcante (2011)[50]
  - Dupla do Ano(2009) com Eddie Edwards[51]